# Brian Buccellato
Pour les articles homonymes, voir Buccellato (homonymie).
Brian Buccellato est un acteur, scénariste, réalisateur, producteur et monteur américain né le 2 septembre 1970 dans le Queens dans l'État de New York aux États-Unis.

## Filmographie partielle

### Comme acteur
- 1996 : Streets of War d'Armand Gazarian : Joey
- 1997 : Bao : Rabbit
- 1998 : 17 and Under : Inmate 3
- 1999 : The Firing Squad : Evan

### Comme scénariste
- 2006 : Blame

### Comme réalisateur
- 2006 : Blame

### Comme producteur
- 2006 : Blame

### Comme monteur
- 2006 : Blame